# Pražská spojovací dráha
Pražská spojovací dráha je historický název pro železniční trať, která propojila stanice do té doby od sebe v rámci pražského uzlu izolovaných soukromých železničních společností. V prvních letech sloužila trať nákladní dopravě, později se stala v osobní dopravě jedním z klíčových spojení v regionu i v rámci evropské železniční sítě.

## Důvody ke stavbě

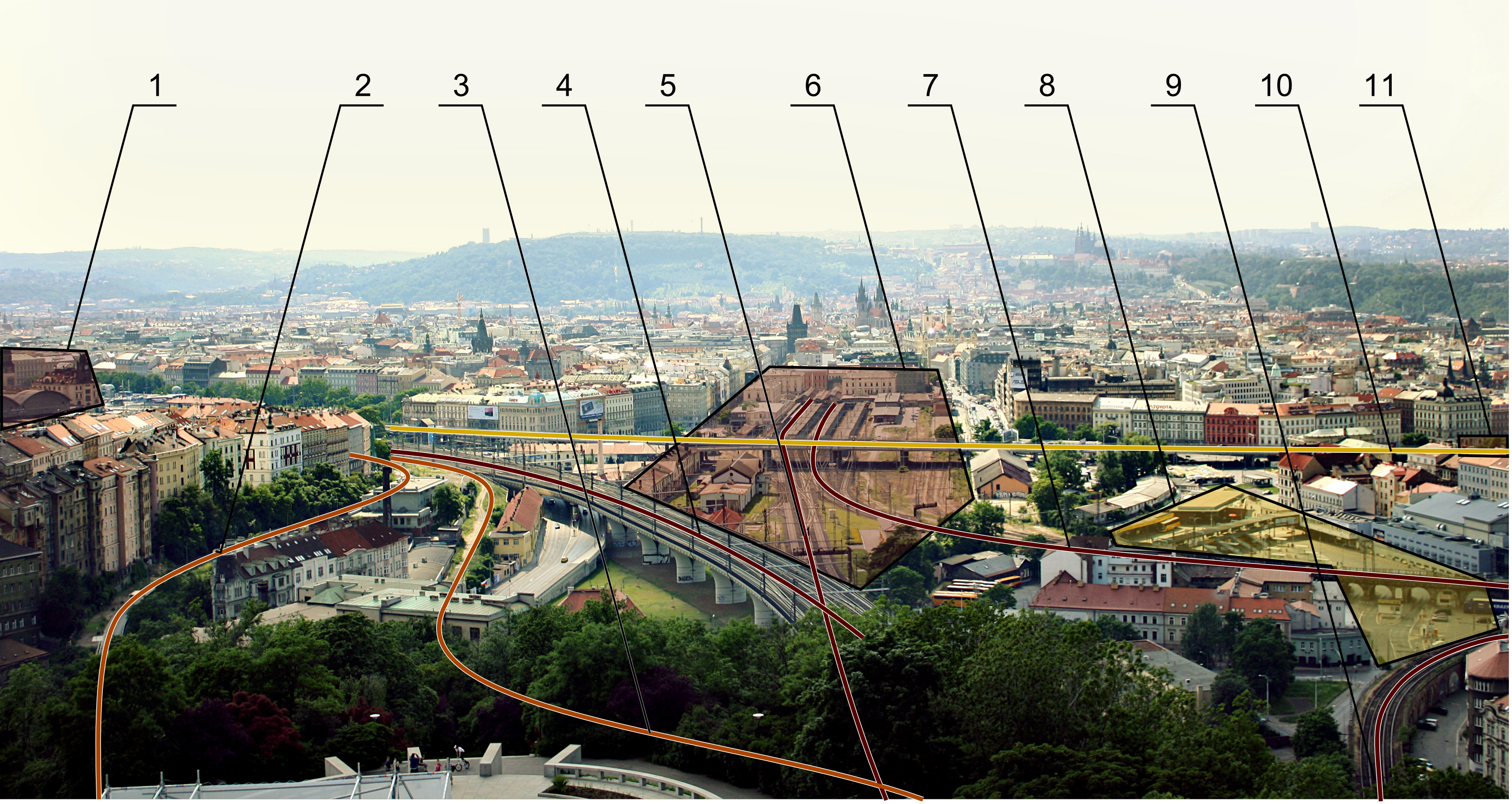
Na snímku centra pražského železničního uzlu je pod číslem 3 vyznačena dnes již snesená hrabovská spojka, která hrála desítky let klíčovou roli v osobní dálkové železniční dopravě.

První železniční stanici v Praze – dnešní Masarykovo nádraží, postavila Severní státní dráha, později prodaná soukromému kapitálu (od roku 1855 Rakouská společnost státní dráhy). Bylo to hlavové (koncové) nádraží, z něhož vycházely dvě tratě: do Drážďan a do Vídně. Roku 1862 přibylo na Smíchově koncové nádraží České západní dráhy vedené od bavorských hranic. Trať této společnosti byla v prvních letech spojena pouze s tratěmi v Bavorsku, ale v Čechách nikde žádné propojení ještě nebylo vybudováno. Náklady, které přes Prahu pouze procházely, musely být mezi nádražím Společnosti státní dráhy a smíchovským nádražím přepravovány koňskými potahy.
Roku 1866 získala koncesi ke stavbě nové trati mezi Vídní a Prahou Dráha císaře Františka Josefa (KFJB), která začala budovat na začátku 70. let své nádraží císaře Františka Josefa, dnešním názvem Praha hlavní nádraží, které bylo propojeno s nádražím ve stejné době budované trati Turnovsko-kralupsko-pražské dráhy. V letech 1872–1873 mířily k Praze tratě Pražsko-duchcovské dráhy, Rakouské severozápadní dráhy a druhá trať Buštěhradské dráhy. Bylo tedy rozhodnuto vybudovat trať, která by alespoň provizorně pražský uzel propojila.

## Realizace
Náročné stavby se ujala KFJB. Nová trať vycházela z nádraží Praha-Smíchov, po mostě – předchůdci dnešního vyšehradského železničního mostu – přecházela Vltavu, procházela Nuselským údolím, po druhé koleji prvním z vinohradských tunelů a vyúsťovala na dnešním hlavním nádraží. Z hlavního nádraží byla ještě vybudována krátká spojka k výhybně Hrabovka, která ho spojovala s tratí Společnosti státní dráhy. Tato spojka byla začátkem 21. století zrušena a nahrazena tratí Nového spojení.
Provoz na pražské spojovací dráze byl zahájen v srpnu 1872, zatím zde byla provozována jen nákladní doprava. Roku 1884 byla KFJB pro její špatné hospodářské výsledky zestátněna a roku 1888 byla na této trati zahájena též osobní doprava.